# The Divorcee (film 1917)
The Divorcee è un film muto del 1917 diretto da William Wolbert.

## Trama
Wanda Carson si reca a Reno per andare a trovare il fratello Sam che vive lì. Ma quando giunge in città, viene a sapere che Sam, per lavoro, si trova fuori, sulle colline. La giovane, che non ha mai avuto una storia d'amore, è curiosa di scoprire qualcosa sulla colonia di divorziati che si trovano a Reno e, per conoscerli, si fa passare per una divorziata, mamma di un bambino che è, invece, della sua amica. Diventata popolare nella colonia, un giorno la ragazza viene salvata da un cavallo imbizzarrito da Jerry Ferguso, un pastore bostoniano, fieramente avverso al divorzio, che - pure lui - finge di essere quello che non è. I due, non sapendo nulla uno dell'altra, iniziano una romantica storia d'amore fino a che Wanda lascia la colonia dei divorziati, provocando la reazione di uno dei suoi membri che, arrabbiato, informa Jerry che la donna è madre di un bambino. Wanda, intanto, assistendo a una rapina, crede di riconoscere Jerry nel rapinatore e lo avverte di scappare perché gli uomini dello sceriffo sono sulle sue tracce. Jerry crede, invece, che Wanda sia inseguita dal marito. Dopo che lo sceriffo li ha presi, viene rivelata la vera identità di Jerry mentre Sam, il fratello di Wanda, arrivato con gli uomini dello sceriffo, rivela quella della sorella. La coppia, ormai smascherata, può continuare la storia d'amore senza dover ricorrere alle bugie.

## Produzione
Il film fu prodotto dalla Vitagraph Company of America.

## Distribuzione
Distribuito dalla Greater Vitagraph (V-L-S-E), il film uscì nelle sale cinematografiche statunitensi il 27 agosto 1917.
Non si conoscono copie ancora esistenti della pellicola che viene considerata presumibilmente perduta.